# Albert (kex)
Albert var ett kex som åren 1888-1977 tillverkades av Göteborgs Kex. Det tillverkades tillsammans med Mariekexet sedan starten 1888 av kexfabriken i Kungälv. Kexet är uppkallat efter den engelske prinsen Albert av Sachsen-Coburg-Gotha.